# ليندا ريتشاردز
ليندا ريتشاردز (بالإنجليزية: Linda Richards)‏ هي ممرضة أمريكية، ولدت في 27 يوليو 1841 في Potsdam, New York ‏ في الولايات المتحدة، وتوفيت في 16 أبريل 1930 في بوسطن في الولايات المتحدة.